# Edward Hibbert
Pour les articles homonymes, voir Edward, Hibbert (homonymie) et Hibbert.
Edward Hibbert est un acteur américain né le 9 septembre 1955 à Long Island, New York (États-Unis).

## Filmographie
- 1982 : Britannia Hospital : Theatre Surgeon
- 1982 : The Royal Romance of Charles and Diana (en) (TV) : Reporter
- 1984 : Le Roi Jean (The Life and Death of King John) (TV) : Robert Faulconbridge
- 1991 : Now That It's Morning : Binky
- 1994 : Le Journal (The Paper) de Ron Howard : Jerry
- 1994 : Columbo change de peau (Columbo: Undercover) (TV) : Bramley Kahn
- 1995 : Earthworm Jim (série TV) : Evil the Cat (voix)
- 1995 : The Nanny (TV) (Saison 2 Episode 25)
- 1996 : Loch Ness : Cameo appearance (scientist)
- 1996 : Le Club des ex (The First Wives Club) : Maurice (the Bartender)
- 1996 : Tout le monde dit I love you (Everyone Says I Love You) : Harry Winston Salesman
- 1997 : Hudson River Blues (en) : Yago
- 1998 : Le Roi lion 2 : L'Honneur de la tribu (The Lion King II: Simba's Pride) (vidéo) : Zazu (voix)
- 2000 : Fou d'elle (It Had to Be You) : Stanley
- 2001 : Friends and Family (en) : Richard Grayson
- 2002 : Dummy de Greg Pritikin (en) : Unemployed Actor
- 2003 : Filles de bonne famille (Uptown Girls) : Christies' Rep
- 2004 : Le Roi lion 3 : Hakuna Matata (vidéo) : Zazu (voix)
- 2004 : Fakers (en) : Gordon Fisher
- 2004 : Secrets d'État (A Different Loyalty) : Sir Michael Strickland
- 2005 : Le Magicien d'Oz des Muppets (The Muppets' Wizard of Oz) (TV) : Stage Manager
- 2005 : Once Upon a Mattress (en) (TV) : The Wizard
- 2006 : Le Prestige : Ackerman
- 2010 : New York, unité spéciale : Nigel Prestwick (saison 11, épisode 12)
- 2016 : Youth in Oregon de Joel David Moore :